# Климов, Владимир Степанович
Владимир Степанович Климов (5 сентября 1929, Грязинский район, Центрально-Чернозёмная область — 11 февраля 2022, Петрозаводск) — советский и российский тренер по биатлону. Заслуженный тренер СССР (1980).

## Биография
Родился 5 сентября 1929 года в деревне Нилодва Грязинского района (ныне — Липецкой области).
В 1933 году в четыре года вместе с родителями переехал в Мурманскую область. С 1935 года, с шестилетнего возраста, начал заниматься лыжами. С 1942 года в период Великой Отечественной войны начал свою трудовую деятельность на Мурманской ТЭЦ.
С 1958 года начал ежегодно выступать на соревнованиях по зимним видам спорта на Празднике Севера (Полярная Олимпиада) и участвовал в этих соревнованиях около тридцати лет, до 1988 года. В 1961 году, в период службы в рядах Вооружённых сил СССР, выполнил норматив мастера спорта СССР по лыжным гонкам, а в 1967 году выполнил норматив мастера спорта СССР по биатлону.
С 1976 по 1987 год совместно с В. В. Иерусалимским работал тренером по стрельбе молодёжной сборной команды СССР по биатлону. Под руководством и при участии Климова проходили подготовку победители молодежных первенств мира, в последующем ставшие олимпийскими чемпионами Д. В. Васильевым, С. И. Булыгиным и Ю. Ф. Кашкаровым, а так же чемпионами мира А. А. Зенковым и П. В. Милорадовым. Под руководством Климова были воспитаны члены сборных СССР и РСФСР, а так же более тридцати мастеров спорта СССР из Мурманской области.
В 1987 году под руководством Климова в Долине Уюта под Мурманском был построено стрельбище и спортивный комплекс для малокалиберного биатлона, на котором впервые на территории России прошли этапы Кубка мира по биатлону.
Умер 11 февраля 2022 года в Петрозаводске

## Известные ученики
- Милорадов, Пётр Владимирович (Чемпион Мира по биатлону 1983);
- Зенков, Андрей Анатольевич (Чемпион Мира по биатлону 1985);
- Скосырев, Дмитрий Иванович (3-х кратный Чемпион СССР);
- Ханзин, Валерий Леонидович (3‑кратный чемпион СССР по биатлону в 1970, 1972, 1973; бронзовый призер Первенства Мира 1973 года среди юниоров Лейк-Плэсиде (США));
- Скосырев, Геннадий Иванович (Чемпион СССР);
- Грушевский, Анатолий Фёдорович (Чемпион СССР)[2][1]

## Награды
- Медаль «За трудовую доблесть»
- Медаль «За доблестный труд в Великой Отечественной войне 1941—1945 гг.»[2][1]

### Спортивные звания
- Заслуженный тренер СССР (1980)
- Заслуженный тренер РСФСР (1973)
- Мастер спорта СССР (1961)
- почетный знак «За заслуги в развитии физической культуры и спорта СССР»
- почетный знак «За заслуги в развитии физической культуры и спорта Российской Федерации»
- почетный знак «За заслуги в развитии Олимпийского движения в России»[2][1]

## Память
- С 2017 года в Мурманске проходят Открытые региональные соревнования по биатлону «Приз В. С. Климова»[4][5]